# Elvira Mujčić
Elvira Mujčić (1980) è una scrittrice e traduttrice bosniaca naturalizzata italiana.

## Opere
- Al di là del caos. Cosa rimane dopo Srebrenica, 2007
- E se Fuad avesse avuto la dinamite?, 2009
- La lingua di Ana. Chi sei quando perdi radici e parole?, 2012
- Dieci prugne ai fascisti, Roma, Elliot, 2016
- Consigli per essere un bravo immigrato, Roma, Elliot, 2019
- "Da Grande voglio imitare Giano" in rivista Sotto il Vulcano, Feltrinelli, 2022
- La buona condotta, Milano, Crocetti, 2023.

## Traduzioni
- "Il letto di Frida" di Slavenka Drakulić, Baldini Castoldi Dalai, 2011
- "Il nostro uomo sul campo" di Robert Perišić, Zandonai, 2012
- "Il mio fiume" di Faruk Šehić, Mimesis edizioni, 2017
- "Me’med, la bandana rossa e il fiocco di neve" di Semezdin Mehmedinović, Bottega Errante Edizioni, 2020
- "Racconti a Orologeria" di Faruk Šehić, Mimesis Edizioni, 2020
- "I prodigi della città di N." di Robert Perišić, Bottega Errante Edizioni 2021
- "Chiamatemi Esteban" di Lejla Kalamujić, Nutrimenti, 2022
- "La Donna invisibile" di Slavenka Drakulić, Bottega Errante Edizioni, 2022
- "Il ministro" di Stefan Bošković, Bottega Errante Edizioni, 2023
- "Disastri esistenziali e spese folli", Bottega Errante Edizioni, 2023
- Corpo Kintsugi di Senka Marić, Antonio Mandese Editore, 2024
- Il tempo incorniciato da un arco in pietra di Slavenka Drakulić in rivista Sotto il Vulcano n° 9, Feltrinelli Editore, 2024